# Брашинский, Михаил Иосифович
Михаил Иосифович Брашинский (род. 10 мая 1965, Ленинград) — российский актёр кино и телевидения, кинорежиссёр, сценарист, продюсер, монтажёр, киновед и журналист. Кандидат искусствоведения (1994).

## Биография
Окончил ЛГИТМиК по специальности «театроведение» (1987). В 1989—1998 гг. преподавал в США. В 1994 году получил учёную степень кандидата искусствоведения, защитив диссертацию на тему: «Пути демократизации кинокультуры в эпоху перестройки 1986—1991».
Обозреватель журнала «Афиша» (1999—2004), российский корреспондент Variety International Film Guide (1994—2002). Публиковался в журналах «Итоги», «Vogue», «Сеанс» и других.
В 2003 году дебютировал как сценарист и режиссёр-постановщик кинофильмом «Гололёд», демонстрировавшимся в официальных программах Берлинского и Роттердамского МКФ и удостоенным, среди прочих призов, Гран-при МКФ в Сиэтле (США, 2003).
В августе 2012 года на XX Фестивале российского кино «Окно в Европу» в Выборге фильм Михаила Брашинского «Шопинг-тур» был награждён Главным призом фестиваля — за юмор и жанровую дерзость, а также призом Гильдии киноведов и кинокритиков России и призом за лучшую женскую роль (Татьяне Колгановой).

## Фильмография

### Актёр
- 2011 — «Два дня» — эпизод
- 2013 — «Тяжёлый случай» — Михаил Иосифович, милиционер
- 2015 — «Озабоченные, или Любовь зла» — Константин Валентинович Гозман, издатель книг
- 2019 — «Шторм» — Григорий Глушаков, адвокат
- 2021 — «Вертинский» — Давид Железнов, кинорежиссёр
- 2022 — «Первый Оскар» — Иосиф Альперин
- 2022 — «Любовники» — Лев Николаевич

### Режиссёр
- 2003 — Гололёд
- 2003 — Убойная сила-5
- 2006 — Группа крови (документальный)
- 2012 — Шопинг-тур
- 2022 — Волны

### Сценарист
- 2003 — Гололёд[5][6]
- 2006 — Игра слов. Переводчица олигарха
- 2006 — Группа крови (документальный)
- 2009 — Черчилль
- 2012 — Шопинг-тур
- 2012 — Без свидетелей
- 2014 — Дубровский
- 2022 — Волны

### Продюсер
- 2012 — Шопинг-тур

### Монтажёр
- 2003 — Гололёд
- 2012 — Шопинг-тур
- 2013 — Тяжёлый случай